# Louisa John-Krol
Louisa John-Krol ist eine australische Musikerin aus Melbourne des Folk/Pop-Genre.
Sie selbst beschreibt ihre Musik als 'Romantic Pop-Ethereal Faerie' Music. Bisher veröffentlichte sie fünf Alben, ursprünglich auf dem deutschen Label Hyperium Records, zuletzt jedoch auf dem französischen Label Prikosnovénie aka The Fairy World Label. Sie war außerdem an einer Anzahl weiterer Projekte anderer Künstler mitbeteiligt, darunter zwei Soundtracks. Louisa John-Krol wird oft mit den Künstlerinnen Loreena McKennitt und Kate Bush verglichen. Die Texte ihrer Stücke stammen von Feengeschichten und allgemein aus der Literatur. Sie arbeitete jahrelang als Geschichtenerzählerin und gibt auch Unterricht in Musik und Literatur. Louisa trat 2009 in Mons (Belgien) auf dem „Trolls et Légendes“ Konzert auf.

## Diskografie
Bis in das Jahr 2008 begannen alle Soloalben von Louisa John-Krol mit einem „A“:
- Argo (1996)
- Alexandria (2000)
- Ariel (2002)
- Alabaster (2003)
- Apple Pentacle (2005)
- Alexandria (re-release 2007)[6]
- Djinn (2008)

Louisa John-Krol war außerdem an folgenden Arbeiten beteiligt:
- Love Sessions (2002) mit Daemonia Nymphe, Gor, & Lys
- Artemis Asphodel (2004) mit Saaroth
- Spyros Giasafakis mit Christian Wolz (von Daemonia Nymphe) (2004)
- Ghost Fish (2005) mit Daemonia Nymphe und Nikodemos Triaridis
- Stella Maris (2005) mit Alquimia & Kerstin Blodig
- Wintersilence mit Matthias Grassow (2004)
- I Hear the Water Dreaming (2005) mit Oöphoi & Mark Krol
- Destroying the World to Save It (2005) mit Ikon

Louisa John-Krols Arbeiten sind auch Bestandteil von über einem Dutzend Kompilationen.